# Samantha Morton
Samantha Morton (Nottingham, Nottinghamshire, 13 mei 1977) is een Britse actrice. Ze is bekend om haar rollen in Minority Report (2002), In America (2003) en The Walking Dead (2019-2020).

## Biografie
Morton werd geboren in Nottingham, Engeland. Ze is de dochter van Pamela Freebury en Peter Morton. Haar moeder werkte in een fabriek. Haar ouders scheidden in 1979. Morton heeft acht broers en zussen en ze bleven bij hun vader wonen. Later ging Morton naar de school West Bridgford Comprehensive School en bracht haar jeugd door in een pleeggezin. Ze verhuisde op zestienjarige leeftijd naar Londen.
Morton heeft een dochter die Esme heet en ze is geboren op 5 februari 2000 in Londen. De vader van Esme is acteur Charlie Creed-Miles. Morton is samen met Harry Holm, de zoon van acteur Ian Holm. Ze hebben samen een dochter (2008) en zoon (2012).

## Carrière
Morton begon haar acteercarrière als kind. Op dertienjarige leeftijd deed ze mee aan Central Junior Television Workshop. Nadat ze naar Londen verhuisde, speelde ze in toneelstukken in Royal Court Theatre. Regisseur Woody Allen was onder indruk van de actrice, en gaf haar een rol in Sweet and Lowdown. Voor die rol kreeg ze haar eerste Oscarnominatie voor Beste Vrouwelijke Bijrol en een Golden Globe-nominatie voor Beste Vrouwelijke bijrol in 1999. In 2003, kreeg ze haar tweede Oscarnominatie voor Beste Actrice voor haar rol in In America.

## Filmografie

### Films
- Tom Jones, A Foundling (1997), als Miss Sophia Western
- This Is The Sea (1997), als Hazel Stokes
- Under the Skin (1997), als Iris Kelly
- Sweet and Lowdown (1999), als Hattie
- Jesus' Son (1999), als Michelle
- Dreaming of Joseph Lees (1999), als Eva
- Pandaemonium (2000), als Sara Coleridge
- Eden (2001), als Sam
- Minority Report (2002), als Agatha
- Morvern Callar (2002), als Morvern Callar
- In America (2003), als Sarah
- Code 46 (2003), als Maria Gonzales
- Enduring Love (2004), als Claire
- River Queen (2005), als Sarah O'Brien
- The Libertine (2005), als Elizabeth Barry
- Lassie (2005), als Sarah Carraclough
- Free Jimmy (2006), als Sonia (nasynchronisatie)
- Expired (2007), als Claire
- Control (2007), als Deborah Curtis
- Elizabeth: The Golden Age (2007), als Mary Stuart
- Mister Lonely (2007), als Marilyn Monroe
- Synecdoche, New York (2008), als Hazel
- The Daisy Chain (2008), als Martha Conroy
- The Messenger (2009), als Olivia Pitterson
- John Carter (2012), als Sola
- Cosmopolis (2012), als Vija Kinsky
- Decoding Annie Parker (2013), als Anne Parker
- The Harvest (2013), als Katherine
- Miss Julie (2014), als Kathleen
- Fantastic Beasts and Where to Find Them (2016), als Mary Lou Barebone
- Two for Joy (2018), als Aisha
- The Whale (2022), als Mary

### Televisie
- Soldier Soldier (1991), als Clare Anderson
- Cracker (1994), als Joanne Barnes
- Peak Practice (1994), als Abbey
- Band of Gold (1995-1996), als Naomi 'Tracey' Richardson
- Emma (1996), als Harriet Smith
- The History of Tom Jones: A Foundling (1997), als Sophia Western
- Jane Eyre (1997), als Jane Eyre
- Max & Ruby (2002-2003; 2011-2013), als Ruby (nasynchronisatie)
- Longford (2006), als Myra Hindley
- Cider with Rosie (2015), als Annie Lee
- The Last Panthers (2015), als Naomi
- Rillington Place (2016), als Ethel Christie
- Harlots (2017-2019), als Margaret Wells
- The Walking Dead (2019-2020), als Alpha
- I am Kirsty (2019), als Kirsty

- Biblioteca Nacional de España: XX1545128
- Bibliothèque nationale de France: cb14208978d (data)
- CiNii: DA17634332
- Gemeinsame Normdatei: 141680814
- International Standard Name Identifier: 0000 0001 1040 8673
- Library of Congress Control Number: no98046509
- MusicBrainz: f703a1c1-f59e-4899-becc-50504cd57b0a
- Nationale Bibliotheek van Tsjechië: xx0051755
- Nationale Bibliotheek van Israël: 987007342381805171
- Nationale Bibliotheek van Polen: a0000001741257
- Nederlandse Thesaurus van Auteursnamen: 186515588
- Système universitaire de documentation: 075709554
- Virtual International Authority File: 14984077
- WorldCat: E39PBJxxgHbwYqDhy8Gj4Dq4v3